# 桑折景長
桑折 景長（こおり かげなが）は、戦国時代から安土桃山時代の武将。伊達氏重臣。出羽国長井郡小松城主。

## 生涯
永正3年（1506年）、伊達氏重臣・桑折宗季の嫡男として生まれる。桑折氏は伊達氏第3代伊達義広の庶長子・親長を祖とする伊達氏の庶流家で、景長は宿老として伊達稙宗に仕えていた。
天文11年（1542年）、稙宗が三男の時宗丸を越後守護・上杉定実の養子に送り込む案に反対し、中野宗時らと共に稙宗の長男・晴宗を擁立し、鷹狩りの帰路にあった稙宗を急襲して西山城に押し込めた。このクーデターは成功したかに見えたが、稙宗はほどなくして小梁川宗朝により西山城から救出され、女婿の相馬顕胤・懸田俊宗らを糾合して反撃に転じたため、奥羽諸侯を巻き込んだ天文の乱へと発展してしまった。景長は晴宗方の主力として戦い、天文17年（1548年）に乱が晴宗方の勝利に終わると、守護不輸権などの特権を獲得し、弘治元年（1555年）、晴宗が奥州探題職に補任されると牧野久仲・石母田光頼と共に守護代を拝命し、毛氈鞍覆と白傘袋の使用を許されるなど格式の上では家臣団中最上位に位置付けられたが、実権は中野宗時が握っていたため、晴宗政権下での権力はその格式に比して小さなものであった。
天文22年（1553年）、晴宗による家臣団知行地の再編にともない、居城の小松城を牧野久仲に譲り渡して刈田郡万行楯城に移ったが、永禄13年（1570年）に中野宗時・牧野久仲父子が輝宗により謀反の疑い有りとして追放されると、景長が再び小松城主となった。
当初、景長は稙宗の六男・宗貞を養嗣子として迎えていたが、天文12年（1543年）9月8日、宗貞が17歳で死去すると、相模国の遊行寺にて出家させていた実子の宗長を呼び戻して還俗させ、家督を継がせた。
天正5年（1577年）9月19日死去。享年72。
江戸時代の仙台藩では、伊達騒動の後に藩史編纂事業が盛んとなるが、景長の曾孫である原田宗輔が伊達騒動の首謀者とされ、桑折氏も断絶させられた（宗家は宇和島藩重臣として存続）ことから、景長は中野宗時と並ぶ姦臣扱いされたという（宗時と景長が晴宗を唆して父に反乱させたと解されたが、中野氏も桑折氏も仙台藩内に子孫がいなかったため問題視されることはなかった）。